# John F. Reynolds lovas szobra
John F. Reynolds lovas szobra a philadelphiai városháza előtt áll, John Rogers amerikai szobrász alkotása.
1881. július 1-jén, John F. Reynolds polgárháborús vezérőrnagy halálának 18. évfordulóján Joseph Temple philadelphiai lakos 25 ezer dollárt ajánlott fel a főtisztre emlékező szoborra. A város unionista ligája társaságot hívott életre az ügy támogatására, és megkezdték a szükséges összegből hiányzó pénz összegyűjtését. A kormányzó hivatala engedélyezte, hogy a fegyvertárból régi ágyúkat adjanak át alapanyagnak.
A munkával John Rogers (1829 - 1904) szobrászt bízták meg, aki korábban nem készített ilyen jellegű alkotásokat, kisebb szobraival szerzett hírnevet. Rogers némi hezitálás után igent mondott. Ezután tanulmányozta a lovak anatómiáját és a Reynoldsról készített fényképeket.
Célját úgy fogalmazta meg, hogy Reynoldsot a gettysburgi csatatér előtt, az ütközet első napján ábrázolja. A ló ijedt, és hátrahőköl a zaj és veszély elől, amely abból az irányból fenyegeti, amelyre néz, miközben a tábornok, ugyanarra a helyre mutat, és utasítást ad a mellette lévő segédtisztjeinek – írta le alkotását a művész. A szobor 1883-ban elkészült, de csak 1884. szeptember 18-án leplezték le; ez volt Philadelphia első lovas szobra. Az ünnepségen több ezer ember vett részt, köztük Reynolds családja. Az avatóbeszédet Andrew Curtin volt kormányzó mondta, aki ötezer dollárral járult hozzá a talapzat elkészítéséhez.
A bronzszobor gránittalapzaton áll. A szobor 3,6 méter magas, szélessége 1,5 méter, hossza 3 méter, a talapzat magassága 3 méter, szélesség 1,8 méter, hossza 3,35 méter. Reynoldsnak áll egy bronzszobra a Gettysburgi Nemzeti Temetőben is, valamint egy másik lovas szobra a városban. Halálának helyét emlékkő jelöli.